# Rachael Eubanks
Rachael Anne Eubanks é a 47ª Tesoureira do Estado de Michigan.
Antes de ser tesoureira do estado, Eubanks foi nomeada pelo governador Rick Snyder para servir na Comissão de Serviço Público de Michigan como comissária reguladora de serviços públicos em 2016, e foi renomeada em 2017. Ela deixou o cargo quando foi nomeada tesoureira estadual pela governadora Gretchen Whitmer em 2019. Eubanks actualmente serve na Associação Nacional de Tesoureiros do Estado.